# Harmony (EP)
Harmony는 가수 윤도현의 첫 번째 EP 음반이다.

## 수록곡
1. 너라면 좋겠어
2. Alright
3. 기억해
4. 날아라 펭귄
5. 너라면 좋겠어(피아노 버전)